# Sergio Galoyan

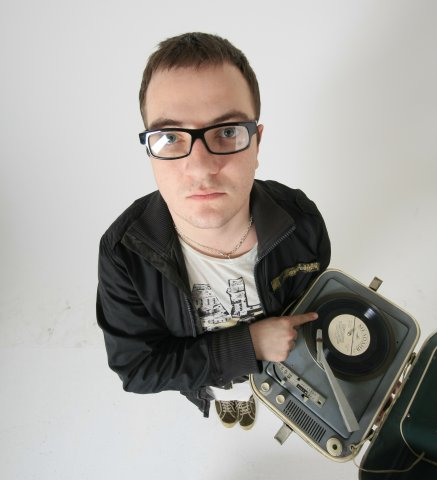
Sergio Galoyan (2002)

Sergio Galoyan (* 25. Dezember 1981 in Moskau als Sergei Sassunikowitsch Galojan, russisch Сергей Сасуникович Галоян) ist ein russischer Musikproduzent, Songschreiber und DJ armenischer Herkunft.

## Frühe Karriere
Galoyans Vater war Gitarrist in einer Band, die sich auf westliche Pop- und Rockmusik spezialisiert hatte. So geriet er schon früh in Kontakt mit westlicher Musik und begann im Alter von 14 Jahren Gitarrenstunden zu nehmen. Im Alter von 16 Jahren begann Galoyan in Clubs in Moskau als DJ zu arbeiten, und er widmete sich vermehrt House- und Dance-Musik. Kurze Zeit später gründete er seine eigene Band namens The Noise, in der er als Gitarrist fungierte und auch Liedtexte schrieb. Galoyan und seine Band traten in mehreren kleineren Clubs in Moskau auf, und zuhause mixte er aus den ihm zur Verfügung stehenden Mitteln erste Dance-Tracks. Bis Ende 1999 schrieb und produzierte Galoyan drei Alben, einige seiner Lieder wurden vom Moskauer Radiosender "Station 2000" gesendet. So erlangte er eine gewisse lokale Popularität und traf mit Iwan Schapowalow zusammen. Schapowalow war Manager des zu diesem Zeitpunkt noch völlig unbekannten Duos t.A.T.u., und er bat Galoyan, deren erste Single zu schreiben und zu produzieren. t.A.T.u.s Debütsingle Ja soschla s uma wurde ein großer Erfolg in Russland und den ehemaligen Staaten der Sowjetunion und hielt sich wochenlang auf Platz 1 der russischen Charts. Auch am Debüt-Album 200 Po Wstretschnoi hatte Galoyan maßgeblichen Anteil, er schrieb und produzierte die beiden nächsten Singles Nas ne dogonjat und 30 minut sowie die ebenfalls auf dem Album vorhandenen Lieder Maltschik-Gei und Ja twoja ne perwaja. Auch 200 Po Wstretschnoi entwickelte sich zu einem großen Erfolg und wurde allein in Russland über zwei Millionen Mal verkauft. Galoyan war so schlagartig zu einem der erfolgreichsten und gefragtesten russischen Songschreiber und Produzenten geworden, international aber weiterhin unbekannt.

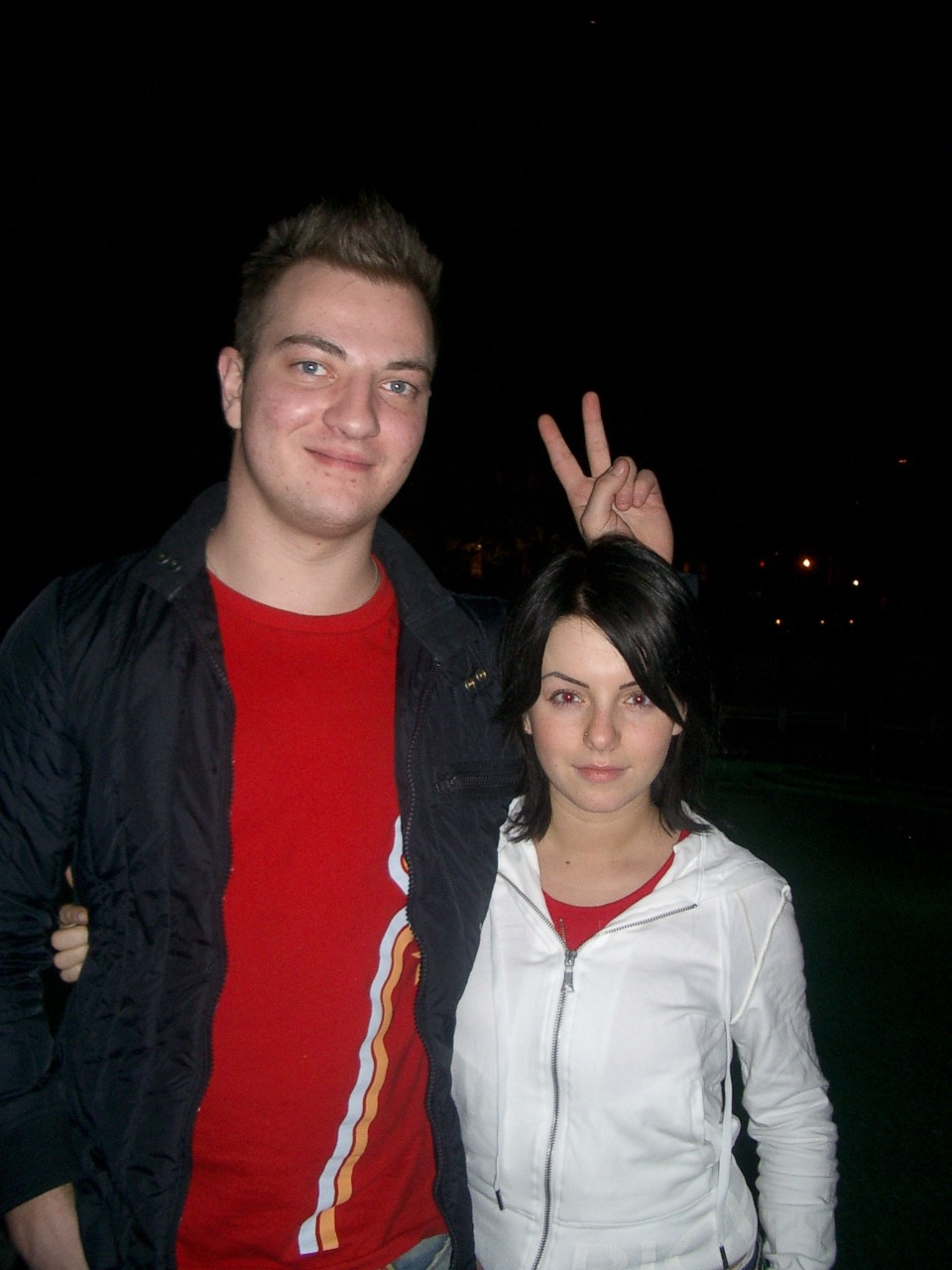
Sergio Galoyan und Julija Wolkowa (2004)

## Klagen gegen Schapowalow und Universal Music
Im Oktober 2001 verklagte Galoyan Manager Schapowalow auf insgesamt 500.000 Rubel und 33.000 US-Dollar, da er sich im Album-Booklet diffamiert und in seiner Ehre und Würde verletzt sah. Jelena Kiper, Co-Produzentin von t.A.T.u., tat die Äußerungen im Album-Booklet als Spaß ab. Dennoch sprach ein russisches Gericht Galoyan Recht zu, und Schapowalow wurde zu einer Strafzahlung in Höhe von 20.000 Rubel verurteilt. 
Im Jahr 2002 wurden die russischen Lieder von 200 Po Wstretschnoi unter Leitung von Trevor Horn ins englische übersetzt und in ihrem Klang auf den westlichen Musikmarkt zugeschnitten, sodass t.A.T.u. Ende 2002 mit 200 km/h in the Wrong Lane weltweit bekannt wurden. Zu diesem Zeitpunkt arbeitete Galoyan bereits nicht mehr mit t.A.T.u. oder deren Manager Iwan Schapowalow zusammen. Dennoch kam es zu einer zweiten Klage gegen Schapowalow und Universal Music, da Galoyan im Album-Booklet zwar als Songschreiber für die Lieder All the Things She Said, Not Gonna Get Us, Malchik Gay, Show Me Love und 30 Minutes Erwähnung findet, aber nicht als Verantwortlicher für den Text. Da die englischen Lieder Übersetzungen der ursprünglichen russischen Versionen sind, sah sich Galoyan benachteiligt.

## Erneute Zusammenarbeit mit t.A.T.u. und weitere Arbeiten
Mit der Veröffentlichung der von ihm getexteten und komponierten Lieder von t.A.T.u. erlangte Galoyan nun auch international Bekanntheit. Er arbeitete mit Marilyn Manson, Keith Flint, Jennifer Lopez und Alsou zusammen, für die er hauptsächlich Remixe ihrer Lieder anfertigte. Nach der Trennung t.A.T.u.s von ihrem Manager Schapowalow zeigte sich Galoyan auch wieder offen für eine Zusammenarbeit mit den beiden Sängerinnen Jelena Katina und Julija Wolkowa. Für ihr zweites Studioalbum Dangerous and Moving und dessen russischsprachige Version Ljudi Inwalidy schrieb und produzierte er insgesamt sechs Lieder, von denen aber keines als Single veröffentlicht wurde. Auch an t.A.T.u.s drittem Album war er erneut als Komponist und Liedtexter beteiligt, jedoch in wesentlich geringerem Umfang.
2008 arbeitete er mit der russischen Sängerin Valeriya zusammen und war an zehn der Lieder auf dem Album Out of Control beteiligt, von denen eines (Wild) auch als Single veröffentlicht wurde und in die russischen Airplay-Charts einstieg. 
Seit 2010 versucht sich Galoyan als Solo-DJ zu profilieren und hat bisher fünf Singles veröffentlicht. Meist arbeitet er dazu mit unbekannten Sängern aus aller Welt zusammen. Nach der 2011 erfolgten Auflösung des Gesangsduos t.A.T.u. setzte Galoyan die Zusammenarbeit mit beiden Sängerinnen im Zuge ihrer Solokarrieren fort. Am 24. Oktober 2012 erschien das mit Jelena Katina aufgenommene Lied Paradise, bei dem Galoyan erstmals als beteiligter Solokünstler Erwähnung findet, und nicht nur als verantwortlicher für die Musikkomposition oder den Text.

## Privates
Sergio Galoyan lebt heute in Los Angeles, verbringt aber immer noch viel Zeit in seiner Heimatstadt Moskau. Im Januar 2005 heiratete Galoyan Alexandra Tityanko, die er durch ihre Arbeit als PR-Managerin bei t.A.T.u.s früherem Plattenlabel Neformat kennengelernt hatte. Die Ehe wurde 2007 wieder geschieden.